# Parafia Matki Bożej Królowej Polski w Warszawie
Parafia Matki Bożej Królowej Polski w Warszawie – parafia rzymskokatolicka należąca do dekanatu żoliborskiego, archidiecezji warszawskiej, metropolii warszawskiej Kościoła katolickiego, w Warszawie. Obsługiwana przez księży marianów.

## Historia
Parafia została erygowana w 1905. 

### Kościół parafialny
Kościół parafialny to rozbudowana kaplica w dawnej letniej rezydencji królowej Marii Kazimiery.